# Cova d'Altamira i art rupestre paleolític del nord d'Espanya
Cova d'Altamira i art rupestre paleolític del nord d'Espanya és la denominació atorgada al grup de divuit coves situades en diferents regions del nord d'Espanya, que són representatives de l'apogeu de l'art rupestre paleolític, desenvolupat a Europa entre els anys 35.000 i 11.000 aC.
La principal d'aquestes coves és la Cova d'Altamira, situada en el municipi de Santillana del Mar a Cantàbria. S'hi conserva un dels cicles pictòrics més importants de la Prehistòria. La major part de les representacions pertanyen als períodes Magdalenià i Solutrià del Paleolític Superior. El seu estil artístic constitueix la denominada escola franc-cantàbrica, caracteritzada pel realisme de les figures representades. La Cova d'Altamira va ser declarada Patrimoni de la Humanitat l'any 1985. L'any 2008 aquest lloc del Patrimoni de la Humanitat va ser ampliat per incloure d'altres 17 coves situades també en l'àmbit de la cornisa Cantàbrica, en el Nord d'Espanya i que presenten mostres destacades d'art rupestre del Paleolític. Les coves estan distribuïdes en tres comunitats autònomes diferents: deu d'elles a Cantàbria, cinc a Astúries i tres al País Basc.
Aquestes divuit coves són part d'un conjunt més gran anomenat habitualment com a «Art rupestre paleolític del nord d'Espanya» si bé són les úniques fins ara incloses per la UNESCO en el seu llistat.

## Coves
Les coves llistades com a Patrimoni de la Humanitat són:
| Codi    | Nom                       | Situació                               | Any  | Coordenades                                         | Zona protegida [Ha] | Imatge |
| ------- | ------------------------- | -------------------------------------- | ---- | --------------------------------------------------- | ------------------- | ------ |
| 310-001 | Cova d'Altamira           | Santillana del Mar, Cantàbria          | 1985 | 43° 22′ 57″ N, 04° 07′ 13″ O / 43.38250°N,4.12028°O | 16                  |        |
| 310-002 | Cova de Candamu           | Candamu, Astúries                      | 2008 | 43° 27′ 21″ N, 6° 4′ 21″ O / 43.45583°N,6.07250°O   | 99,97               |        |
| 310-003 | Cova de Tito Bustillo     | Ribadesella, Astúries                  | 2008 | 43° 27′ 39″ N, 5° 4′ 4″ O / 43.46083°N,5.06778°O    | 243,38              |        |
| 310-004 | Cova de La Covaciella     | Cabrales, Astúries                     | 2008 | 43° 19′ 5″ N, 4° 52′ 30″ O / 43.31806°N,4.87500°O   | 11,336              |        |
| 310-005 | Cova de Llonín            | El Valle Altu de Peñamellera, Astúries | 2008 | 43° 19′ 50″ N, 4° 38′ 43″ O / 43.33056°N,4.64528°O  | 17,37               |        |
| 310-006 | Cova del Pindal           | Ribadedeva, Astúries                   | 2008 | 43° 23′ 51″ N, 4° 31′ 58″ O / 43.39750°N,4.53278°O  | 69,37               |        |
| 310-007 | Cova de Chufín            | Rionansa, Cantàbria                    | 2008 | 43° 17′ 26″ N, 4° 27′ 29″ O / 43.29056°N,4.45806°O  | 16,65               |        |
| 310-008 | Cova de Hornos de la Peña | San Felices de Buelna, Cantàbria       | 2008 | 43° 15′ 40″ N, 4° 1′ 47″ O / 43.26111°N,4.02972°O   | 25,05               |        |
| 310-009 | Cova d'El Castillo        | Puente Viesgo, Cantàbria               | 2008 | 43° 17′ 28″ N, 3° 57′ 51″ O / 43.29111°N,3.96417°O  | 68,93               |        |
| 310-010 | Cova de Las Monedas       | Puente Viesgo, Cantàbria               | 2008 | 43° 17′ 28″ N, 3° 57′ 51″ O / 43.29111°N,3.96417°O  | 68,93               |        |
| 310-011 | Cova de La Pasiega        | Puente Viesgo, Cantàbria               | 2008 | 43° 17′ 28″ N, 3° 57′ 51″ O / 43.29111°N,3.96417°O  | 68,93               |        |
| 310-012 | Cova de Las Chimeneas     | Puente Viesgo, Cantàbria               | 2008 | 43° 17′ 28″ N, 3° 57′ 51″ O / 43.29111°N,3.96417°O  | 68,93               |        |
| 310-013 | Cova d'El Pendo           | Camargo, Cantàbria                     | 2008 | 43° 23′ 17″ N, 3° 54′ 44″ O / 43.38806°N,3.91222°O  | 63,79               |        |
| 310-014 | Cova de La Garma          | Ribamontán al Monte, Cantàbria         | 2008 | 43° 25′ 50″ N, 3° 39′ 57″ O / 43.43056°N,3.66583°O  | 100,07              |        |
| 310-015 | Cova de Covalanas         | Ramales de la Victoria, Cantàbria      | 2008 | 43° 14′ 44″ N, 3° 27′ 08″ O / 43.24556°N,3.45222°O  | 1374,4              |        |
| 310-016 | Cova de Santimamiñe       | Kortezubi, Biscaia                     | 2008 | 43° 20′ 47″ N, 2° 38′ 12″ O / 43.34639°N,2.63667°O  | 98,8                |        |
| 310-017 | Cova d'Ekain              | Deba, Guipúscoa                        | 2008 | 43° 14′ 09″ N, 02° 16′ 31″ O / 43.23583°N,2.27528°O | 14,59               |        |
| 310-018 | Cova d'Altxerri           | Aia, Guipúscoa                         | 2008 | 43° 16′ 7″ N, 02° 08′ 02″ O / 43.26861°N,2.13389°O  | 15                  |        |